# André Brouat
 (avril 2012).
Si vous disposez d'ouvrages ou d'articles de référence ou si vous connaissez des sites web de qualité traitant du thème abordé ici, merci de compléter l'article en donnant les références utiles à sa vérifiabilité et en les liant à la section « Notes et références ».
André Brouat est né le 7 avril 1924 à Sainte-Livrade-sur-Lot (Lot-et-Garonne) et mort le 27 novembre 2002 à Toulouse.
Formé au rugby à XIII au SA Villeneuvois XIII qui devient fin 1940 l'US Villeneuve XV (le rugby à XIII étant interdit par le régime de Vichy et sa révolution nationale). Pour ses études de médecine, il rejoint Toulouse et, ne pouvant plus pratiquer le néo-rugby (XIII), adhère au Stade toulousain auquel il restera fidèle le reste de sa vie (ainsi qu'à ses amis du XIII). Talentueux trois-quarts centre du Stade Toulousain, surnommé « cul-de-guêpe » à cause de son habileté à se faufiler entre les filets tendus par les lignes adverses.
Il joua au poste de trois-quarts centre, uniquement au club toulousain.
Après des études médicales à Toulouse, André Brouat ouvrait un cabinet boulevard Carnot. Il officiait aussi à la clinique Varsovie.

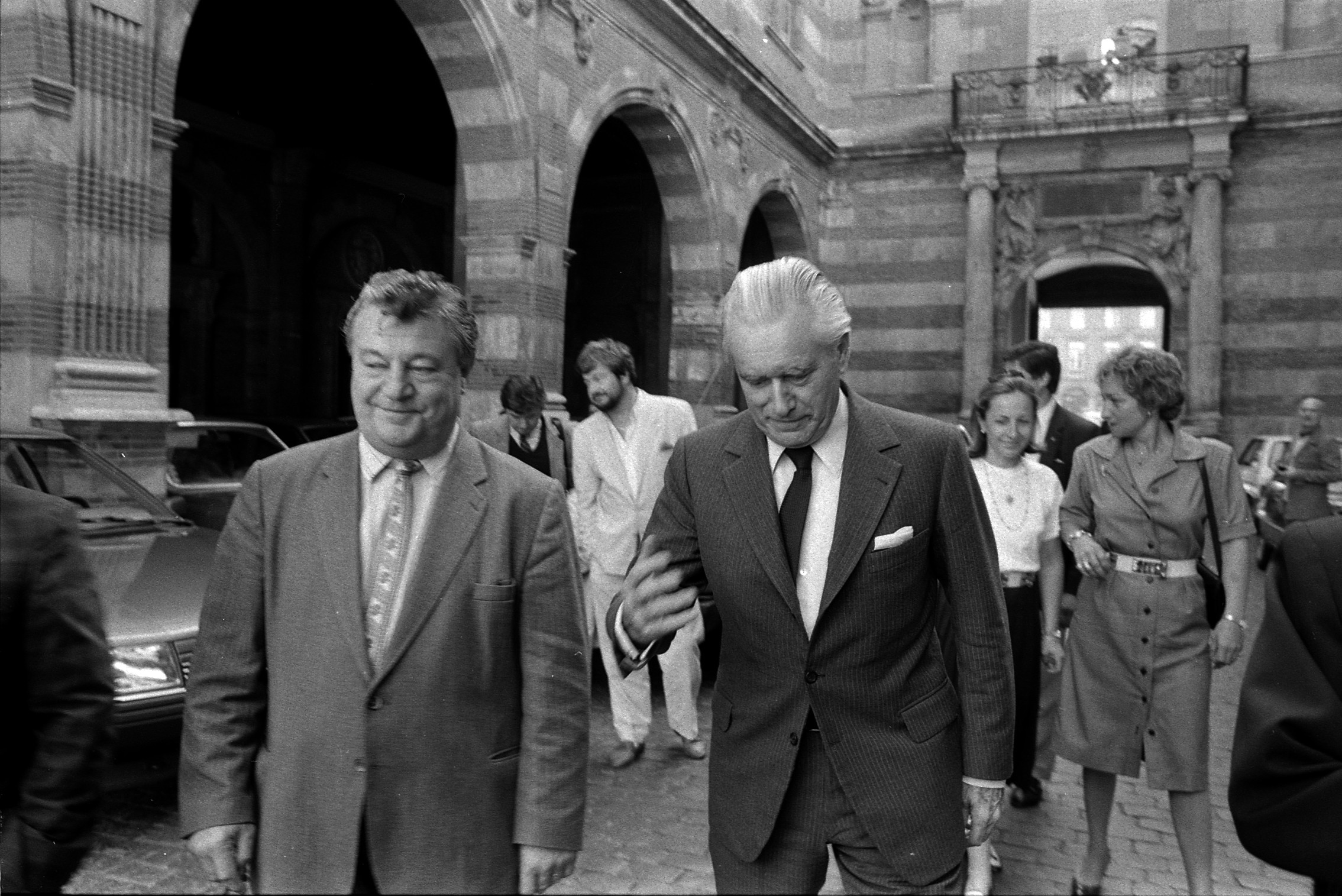
André Brouat aux côtés de Jacques Chaban-Delmas en 1985 au Capitole de Toulouse.

Il a été le Président de la section rugby du Stade toulousain de 1964 à 1966 et président de l'omnisports du club de 1969 à 1972. Élu conseiller municipal de Toulouse en 1971, il le restera jusqu'en 1995. On lui doit ainsi la création de plusieurs grands espaces verts toulousains, et la construction de l'actuel Stade Ernest-Wallon. En hommage à son action, le nouveau palais des sports de la ville inauguré en 2006 porte son nom.

## Palmarès
- Champion de France en 1947
- Vainqueur de la Coupe de France en 1946 et 1947